# نوید خوش‌هوا
نوید خوش‌هوا (زادهٔ ۲۹ تیر ۱۳۷۰ در اردبیل – درگذشتهٔ ۱۳ آذر ۱۴۰۰) بازیکن فوتبال اهل ایران بود و سابقه بازی در تراکتور و راه‌آهن و اربیل عراق را داشت. او دو سال عضویت در تیم ملی زیر ۲۳ سال را داشت. خوش‌هوا در سیزدهم آذر ۱۴۰۰ براثر ایست قلبی درگذشت.

## افتخارات
- لیگ برتر
- نائب قهرمانی لیگ برتر فوتبال ایران ۹۲–۱۳۹۱ به همراه باشگاه تراکتور تبریز